# Shut Your Eyes
"Shut Your Eyes" é uma canção da banda de rock norte-irlandesa Snow Patrol. Lançada no álbum Eyes Open, ela virou single em vários países em 2007. O videoclipe da canção foi dirigido por Mark Thomas e estreou na Yahoo! Music em 10 de julho de 2007.

## Faixas
CD single alemão
- Versão I:[6]

1. "Shut Your Eyes" – 3:17
2. "Headlights on Dark Roads" (Ao vivo de Berlim) – 3:35
3. "Chocolate" (Ao vivo de Berlim) – 3:01
4. "You're All I Have" (Ao vivo de Berlim) – 4:38

- Versão II:[7]

1. "Shut Your Eyes" – 3:17
2. "Set the Fire to the Third Bar" (Ao vivo de Berlim) – 3:27
3. "Spitting Games" (Ao vivo de Berlim) – 4:19
4. "Chasing Cars" (Ao vivo de Berlim) – 4:29

- Versão III:[8]

1. "Shut Your Eyes" – 3:17
2. "Open Your Eyes" (Ao vivo de Berlim) – 5:44
3. "Run" (Ao vivo de Berlim) – 5:36
4. "Shut Your Eyes" (Ao vivo de Berlim) – 3:29

CD single holandês
- Version I:[9]

1. "Shut Your Eyes" – 3:17
2. "Chasing Cars" (Ao vivo de Berlim) – 4:29

Lançamentos não oficiais
- Spencer Collective Mixes Bootleg (12" Vinil):[10]

1. "Shut Your Eyes" (Main Mix) – 7:28
2. "Shut Your Eyes" (Dub Mix) – 6:56

- Naum Gabo Remix (12" Vinil):[11]

1. "Shut Your Eyes" (Naum Gabo Remix) – 7:00

## Paradas musicais
| Paradas                                      | Ano  | Melhor posição |
| -------------------------------------------- | ---- | -------------- |
| Bélgica Singles Top 50 (Flandres)            | 2007 | 1              |
| Áustria (Singles Top 75)                     | 2007 | 12             |
| Países Baixos (Tipparade)                    | 2007 | 8              |
| Países Baixos (Dutch Top 40 )                | 2007 | 14             |
| Alemanha (Singles Top 100)                   | 2007 | 15             |
| Suíça (Singles Top 100)                      | 2007 | 26             |
| Bélgica Ultratip (Valônia)                   | 2007 | 6              |
| Europa (Billboard Eurochart Hot 100 Singles) | 2007 | 51             |
| Países Baixos (Single Top 100)               | 2008 | 9              |

### Paradas de fim de ano
| Paradas (2007)                  | Posição |
| ------------------------------- | ------- |
| Alemanha (Media Control Charts) | 72      |